# Ferrières-lès-Ray
Ferrières-lès-Ray ist eine Gemeinde im französischen Département Haute-Saône in der Region Bourgogne-Franche-Comté.

## Geographie
Ferrières-lès-Ray liegt auf einer Höhe von 205 m über dem Meeresspiegel, 26 Kilometer westsüdwestlich von Vesoul und etwa 44 Kilometer nordnordwestlich der Stadt Besançon (Luftlinie). Das Dorf erstreckt sich im Westen des Départements, an leicht erhöhter Lage am nördlichen Rand des breiten Saônetals. 
Die Fläche des exakt 4,00 km² großen Gemeindegebiets umfasst einen Abschnitt des mittleren Saône-Tals. Die südliche Grenze verläuft stets entlang der Saône, die hier mit großen Schleifen durch eine breite Alluvialniederung nach Westen fließt. Die Talaue liegt durchschnittlich auf 197 m und weist eine Breite von ungefähr 2,5 Kilometern auf. Der Fluss ist zur Wasserstraße ausgebaut, wobei die Schleife von Ferrières durch einen 3 km langen, 1880 erbauten Kanal abgeschnitten wird. Deshalb besitzt die Saône hier naturnahe Uferpartien. Vom Flusslauf erstreckt sich das Gemeindeareal nordwärts über die Talaue bis auf die Anhöhe des Bois du Haut. Diese besteht aus einer Wechsellagerung von kalkigen und sandig-mergeligen Sedimenten der oberen Jurazeit. Mit 231 m wird hier die höchste Erhebung von Ferrières-lès-Ray erreicht.
Nachbargemeinden von Ferrières-lès-Ray sind Ray-sur-Saône im Norden und Osten, Vellexon-Queutrey-et-Vaudey im Süden sowie Recologne im Westen.

## Geschichte
Überreste eines Siedlungsplatzes und einer Brücke weisen auf eine Besiedlung in gallorömischer Zeit hin. Der Ortsname leitet sich vom spätlateinischen Wort ferraria (Eisenwerk) ab. Im Mittelalter gehörte Ferrières zur Freigrafschaft Burgund und darin zum Gebiet des Bailliage d’Amont. Die lokale Herrschaft hatten stets die Herren von Ray inne. Das Dorf wurde 1569 von Truppen des Herzogs von Zweibrücken geplündert und gebrandschatzt. Während des Dreißigjährigen Krieges wurde Ferrières erneut in Mitleidenschaft gezogen, als der Herzog Bernhard von Sachsen-Weimar am 22. Juni 1637 hier die Saône mit seinen Truppen überschritt. Im Jahr 1666 erhielten die Bewohner Freiheitsrechte zugesprochen. Zusammen mit der Franche-Comté gelangte Ferrières mit dem Frieden von Nimwegen 1678 definitiv an Frankreich. Heute ist Ferrières-lès-Ray Mitglied des 42 Ortschaften umfassenden Gemeindeverbandes Communauté de communes des Quatre Rivières. Das Dorf besitzt keine Kirche, es gehört zur Pfarrei Ray-sur-Saône.

## Sehenswürdigkeiten
Sehenswert sind drei Calvaires (Steinkreuze) aus dem Spätmittelalter: das Croix du Marronnier von 1613, das Croix du Grapillot (1606) am östlichen Ortseingang und das Croix de l'Alisier (1612).

## Bevölkerung
| Jahr                       | 1962 | 1968 | 1975 | 1982 | 1990 | 1999 |
| Einwohner                  | 62   | 67   | 53   | 38   | 47   | 35   |
| Quellen: Cassini und INSEE |      |      |      |      |      |      |

Mit 39 Einwohnern (1. Januar 2022) gehört Ferrières-lès-Ray zu den kleinsten Gemeinden des Département Haute-Saône. Nachdem die Einwohnerzahl während der ersten Hälfte des 20. Jahrhunderts deutlich abgenommen hatte (1881 wurden noch 148 Personen gezählt), wurden seit Mitte der 1970er Jahre nur noch geringe Schwankungen verzeichnet.

## Wirtschaft und Infrastruktur
Ferrières-lès-Ray war bis weit ins 20. Jahrhundert hinein ein vorwiegend durch die Landwirtschaft (Ackerbau, Obstbau und Viehzucht) und die Fischerei geprägtes Dorf. Außerhalb des primären Sektors gibt es keine Arbeitsplätze im Dorf. Einige Erwerbstätige sind auch Wegpendler, die in den größeren Ortschaften der Umgebung ihrer Arbeit nachgehen.
Die Ortschaft liegt abseits der größeren Durchgangsachsen an einer Departementsstraße, die von Membrey nach Ray-sur-Saône führt.